# Percy Stow
Percy Stow, nato Percival Edwin Stow (Islington, 1876 – Torquay, 10 luglio 1919), è stato un regista inglese del cinema muto.
Per qualche tempo, a inizio carriera, fu il braccio destro di Cecil M. Hepworth, dirigendo i cortometraggi prodotti dalla sua casa di produzione che però lasciò alla fine del 1903 per fondare una propria compagnia, la Clarendon.
Fu un regista molto prolifico e, nel corso della sua carriera durata dal 1901 al 1916, diresse quasi trecento cortometraggi,
Morì il 10 luglio 1919 nel Devon, a Torquay all'età di 43 anni.

## Filmografia

### 1901
- The Glutton's Nightmare (1901)

### 1902
- The Frustrated Elopement(1902)
- The Coster and His Donkey (1902)
- How to Stop a Motor Car (1902)
- Peace with Honour, co-regia di Cecil M. Hepworth (1902)
- When Daddy Comes Home (1902)
- The Countryman and the Flute (1902)
- The Quarrelsome Couple   (1902)
- That Eternal Ping-Pong (1902)

### 1903
- The Lady Thief and the Baffled Bobbies  (1903)
- Getting Up Made Easy (1903)
- Alice in Wonderland, co-regia di Cecil M. Hepworth (1903)
- Only a Face at the Window (1903)
- The Revolving Table (1903)
- The Tragical Tale of a Belated Letter (1903)
- The Neglected Lover and the Stile (1903)
- The Adventures of a Bill Poster (1903)
- Fun at the Barber's (1903)
- The Knocker and the Naughty Boys (1903)
- A Free Ride (1903)
- The Unclean World (1903)
- An Up-to-Date Studio (1903)
- The Joke That Failed (1903)
- Stop That Bus! (o How the Old Woman Caught the Omnibus) (1903)

### 1904
- Off for the Holidays
- Attempted Murder in a Railway Train (1904)
- The Burglar and the Girls
- The Convict and the Curate
- The Adventures of Sandy MacGregor
- Fighting Washerwomen
- Once Too Often
- Father's Hat; or Guy Fawkes' Day
- The Broken Broom
- The Mistletoe Bough
- The Stolen Pig

### 1905
- The Love Letters
- The Gamblers (1905)
- Above and Below Stairs
- Blind Man's Bluff (1905)
- Dangerous Golfers
- Saturday's Wages
- An Unlucky Day
- Mr. Brown's Bathing Tent
- Willie and Tim in the Motor Car
- Jimmy and Joe and the Water Spout
- When Father Laid the Carpet on the Stairs
- Father's Birthday Cheese
- The Sailor's Wedding
- Beauty and the Beast (1905)
- The Village Blacksmith (1905)
- The Stolen Purse (1905)

### 1906
- The Truant's Capture (1906)
- Who Stole the Beer?
- Saved by a Lie
- Beer Twopence a Glass
- The Coster's Revenge
- How Father Killed the Cat
- Those Boys Again
- Rescued in Mid-Air
- Caught by the Tide
- The Stolen Bride (1906)
- A Double Life (1906)
- The Horse That Ate the Baby
- The Artful Dodger (1906)
- When Father Got a Holiday
- How Baby Caught Cold
- When Mother Fell Ill at Christmas
- The Runaway Van

### 1907
- Disturbing His Rest
- Paying Off Old Scores
- An Overdose of Love Potion
- The Sunday School Treat
- The Wreck of the Mary Jane
- Curing the Blind
- The Story of a Modern Mother
- The Absent-Minded Professor
- Adventures of a Bath Chair
- An Awkward Situation
- A Wet Day
- An Anxious Day for Mother
- The Pied Piper
- A Soldier's Wedding
- That's Not Right: Watch Me!
- The Water Babies; or, The Little Chimney Sweep

### 1908
- The Downfall of the Burglars' Trust
- The Little Waif and the Captain's Daughter
- The Captain's Wives
- The Memory of His Mother
- Poor Aunt Matilda
- The Scandalous Boys and the Fire Chute
- Three Maiden Ladies and a Bull
- Mr. Jones Has a Tile Loose
- If Women Were Policemen
- Three Suburban Sportsmen and a Hat
- The Old Composer and the Prima Donna
- Follow Your Leader and the Master Follows Last
- Robin Hood and His Merry Men
- Got a Penny Stamp?
- John Gilpin
- A Wild Goose Chase (1908)
- Nancy; or, The Burglar's Daughter
- Algy's Yachting Party
- The Cavalier's Wife
- The Tempest
- A Modern Cinderella (1908)
- The Puritan Maid and the Royalist Refugee
- The Old Favourite and the Ugly Golliwog
- Saved by the Telegraph Code
- When the Man in the Moon Seeks a Wife
- Ib and Little Christina
- The Martyrdom of Thomas A Becket
- The Missionary's Daughter
- Put a Penny in the Slot